# Grančari
Grančari is een plaats in de gemeente Zagreb in de Kroatische provincie Stad Zagreb. De plaats telt 194 inwoners (2001).